# Scythostola heptagramma
Scythostola heptagramma är en fjärilsart som beskrevs av Edward Meyrick 1925. Scythostola heptagramma ingår i släktet Scythostola och familjen stävmalar. Inga underarter finns listade i Catalogue of Life.